# Lydellina pyrrhaspis
Lydellina pyrrhaspis là một loài ruồi trong họ Tachinidae.